# SN 2005gg
SN 2005gg – supernowa typu Ia odkryta 22 września 2005 roku w galaktyce A221841+0038. W momencie odkrycia miała maksymalną jasność 21,70m.